# 朱財華
朱財華（1912年9月1日—1998年10月18日），浙江籍榮民，1980年代因還願而在新北市土城區清水坑建立大尖山登山步道，去世後除部分步道以其命名外，山友更於該步道處立銅像紀念。

## 生平

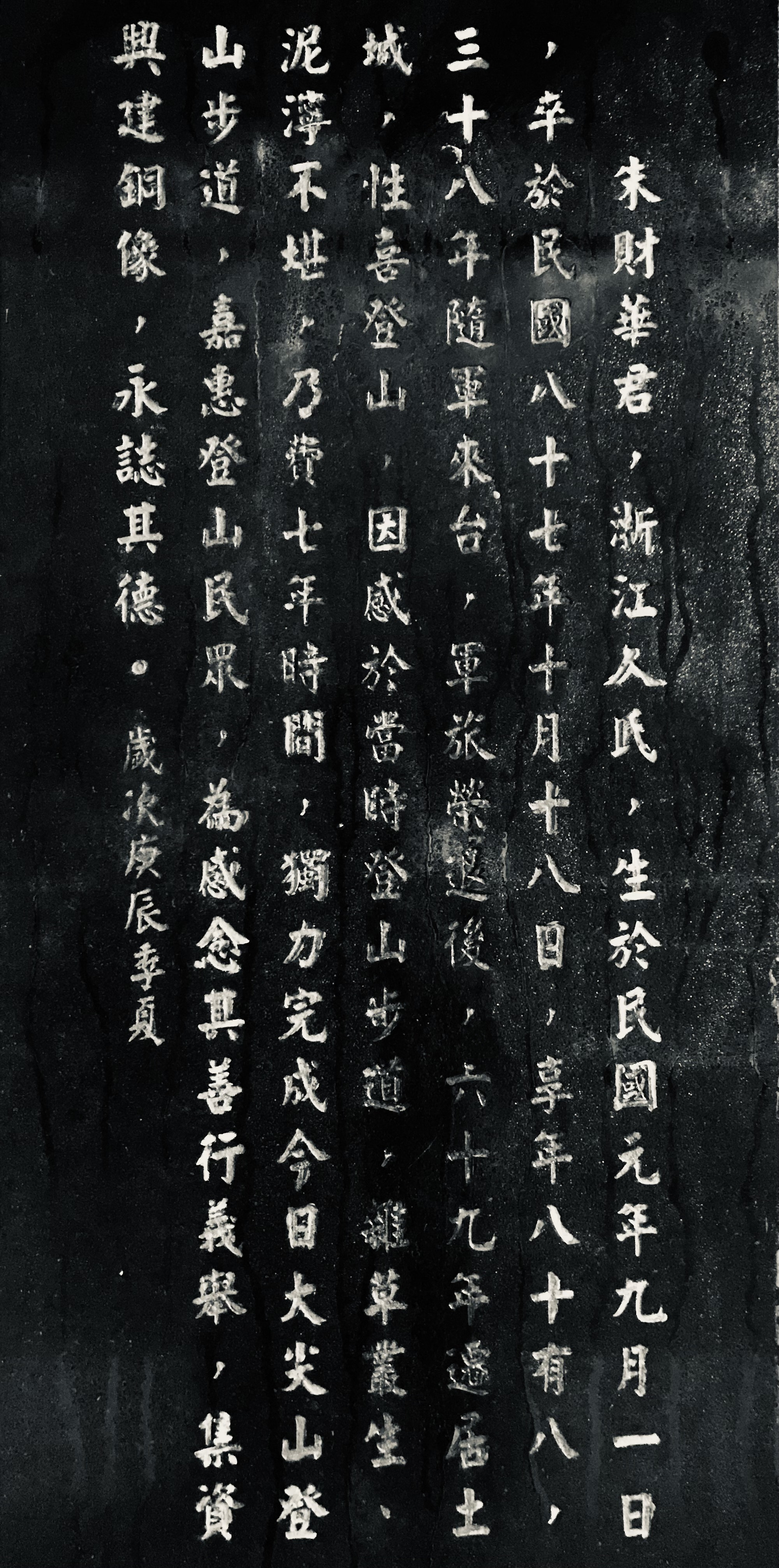
有生卒、籍貫的銘文。

朱財華是跟隨中華民國國軍高砲部隊到臺灣的榮民。他四十八歲以中士退役後，經退輔會安排，在中臺灣的大同合作農場工作八年，五十六歲離開，轉入民間建設公司任職，但1979年以後臺灣房地產由盛而衰，投資錢被倒掉，便離開繁囂都市，到當年還屬於鄉村的土城。1980年，他搬到土城清化里。
朱財華慣於爬土城的郊山，並在清水坑一帶山坡地種蔬菜、百香果。一次，他向山上的土城慈聖宮的廣澤尊王許願說有一天能拿回債款，一定修路還願，方便進香客和登山民眾，不過兩年，朋友真的把欠款還給他，隨後即開始了修建步道的計畫。
在政府積極興建登山步道，供民眾休閒活動前，朱財華就以個人力量鑿石鋪路了。早晨，他會先為把採收的蔬菜放在步道旁，標示一個固定價錢即離去，由登山客自己取菜、把錢放在旁邊階梯上，全以誠信為本。台北縣議員盧嘉辰說，年輕時喜歡爬山，1981年前後，一次上大尖山途中，常看到一名老伯挖山壁石頭，見他挑到青雲路587巷登山土路腳，一階階打造石板路，之後認識這位老伯就是朱財華。朱財華以七年的時間，自己挑石板與工具鋪起一條便道。每逢雨後，他會沿步道檢查維修崩坍的階梯。除他保修步道外，甚至步道旁有垃圾、或側溝裡長出雜草，他都會整修清理。
朱財華的行事風格被很多登山客傳誦，清化里長林滄海和他接觸多，更有感觸。1998年10月，朱財華坐在家門前躺椅上，邊搧著扇子，邊看著鄰居以道教儀式辦喪事，就這樣半靠在椅子上過世，被鄰居認為這是他行善積德才有的福報。

## 紀念
朱財華去世後，雖然在臺灣孑然一身，卻受到清水地區民眾的感念。過世一年多後，以前得過他所建登山步道方便的民眾，開始為他籌建銅像，如包含借地給他種蔬菜的林滄海、生前和他每天見面問好的山友蔡福來等。林滄浪捐獻立銅像所需土地，就在登山步道中途點，並捐出新台幣三萬元。一些山友們五百元、一千元獻出小額捐款，名字和捐款額就公告在登山步道的山腳下亭子裡，至2000年5月報導累積已逾二十萬元。
在清化里長林滄海的請託下，曾為瓜地馬拉總統席瑞索塑銅像、時任國立台灣藝術學院雕塑系主任陳振輝，依據林里長提供的朱財華生活照片和大頭像，採傳統一尺四寸二的吉祥尺寸定位銅像大小，以油土泥塑、再翻石膏外模、最後用塑鋼翻，送廠鑄銅。陳振輝講總統頭像只是件作品，朱財華的像則有自己的感情和敬佩情緒在裡面，是他近三十年來，塑造胸像中最有感情的。
建造時銅像基地時，砂石、水泥等建材分成小包，擺在山腳處，由登山民眾爬山時，人手一袋提到建銅像處，一切都採自助，像極朱財華當年築山路時的手法。2000年7月19日，朱財華銅像由縣議員盧嘉辰與縣民政局長盧慶忠等揭幕，縣議員林阿坤、前國代盧國雄、高寶華以及多位市代及社團負責人與民眾數十人到場。
盧嘉辰表任土城市市長後，土城市公所於2005年2月3日正式發表的書《悠遊桐花土城—go輕鬆》，介紹土城的每一條登山路線、還有朱財華的故事，亦把其中他用石塊堆砌550公尺的步道取名「朱財華紀念步道」。